# Васил Пеев
Васил Петров Пеев е български лекар по психиатрия, автор на нови терапевтични методи в областта на лечението на нарко и алкохолните звисимости.
Васил Пеев, като син на алкохолик от малък, на 13 години е изпратен да работи в каменна кариера, за да издържа семейството си. След като работи при много тежки условия, две години по-късно, след като спестява малко пари, бяга от дома си и отива да учи в Елхово, а по-късно и в Ямбол, където завършва гимназиално образование. През 1944 г. като войник на редовна служба е изпратен на фронта като картечар за участие в Отечествената война. След края на войната учителства една година и заминава на работа в Чехия. По настояване на неговия другар Дочо, с когото работят там като докери, поради липса на средства и за да учат от едни учебници, записват да изучават като студенти медицина. Така, въпреки желанието си да стане строителен инженер или архитект, той става лекар и специализант по психиатрия в Пражкия университет. С правителствено решение двамата са екстрадирани и Васил Пеев се дипломира в България, а след кратко време е назначен в клиниката в Раднево.
Създател е през 1964 г. на първия в страната Социален клуб за зависими пациенти, а през 1968 г. и на отделение за алкохолни и наркотични зависимости в сектора за лечение на зависимости в най-голямата Държавна психиатрична болница у нас „Д-р Георги Кисьов“ в град Раднево. Тук той въвежда метод за различаване на менталните болестни състояния от психичните отклонения, придобити вследствие на злоупотребата с алкохол. Чрез измерване на тремора на пациентите си става създател на метод за определяне на вида и количеството на употребен алкохол от тях.
Доктор Пеев от 1955 е ординатор в Противоалкохолния сектор при психоболницата в Раднево, а след смъртта на доктор Борис Старирадев през 1963 г. е назначен за главен лекар.
През 2023 г. е проведено честване по случай 100 години от рождението на др Пеев от близки, колеги и последователи в Стара Загора.